# Le Dernier Jour de ma vie
Cet article concerne le film de Ry Russo-Young. Pour le roman de Lauren Oliver, voir Le Dernier Jour de ma vie.
Pour plus de détails, voir Fiche technique et Distribution.
Le Dernier Jour de ma vie (Before I Fall) est un film américain réalisé par Ry Russo-Young, sorti en 2017.
C'est l'adaptation du roman Le Dernier Jour de ma vie de la romancière Lauren Oliver, publié pour la première fois en 2010.

## Synopsis
Samantha Kingston, lycéenne de terminale, fait partie d'un groupe de jeunes filles qui se moque d'une jeune fille, Juliet Sykes. Lors d'une fête, Juliet et Lindsay (qui est la chef du groupe) se bagarrent. Lindsay et les autres lycéens l'insultent. En rentrant, Samantha et ses amies ont un accident de voiture. Samantha se réveille, persuadée d'être le jour suivant mais découvre peu à peu revivre la même journée. Elle va revivre à de nombreuses reprises cette journée, tentant à chaque fois d'éviter sa mort...

## Fiche technique
- Titre original : Before I Fall
- Titre francophone : Le Dernier Jour de ma vie
- Réalisation : Ry Russo-Young
- Scénario : Maria Maggenti, d'après le roman Le Dernier Jour de ma vie (en) de Lauren Oliver
- Décors : Jonathan Lancaster et Lisa Lancaster
- Costumes : Eilidh McAllister
- Maquillage : Darci Jackson
- Photographie : Michael Fimognari
- Montage : Joe Landauer
- Musique : Adam Taylor
- Casting : Nancy Nayor
- Production : Matthew Kaplan, Brian Robbins et Jonathan Shestack
- Sociétés de production : Awesomeness Films et Jon Shestack Productions
- Sociétés de distribution :
  - États-Unis : Open Road Films
  - Québec : Entract Films
  - France : Netflix France
- Pays d'origine :  États-Unis
- Langue originale : anglais
- Format : couleur - son Dolby Digital
- Durée : 99 minutes
- Genre : Drame
- Dates de sortie :
  - États-Unis : 21 janvier 2017 (festival du film de Sundance) ; 3 mars 2017 (sortie nationale)
  - Québec : 3 mars 2017
  - France : 7 juillet 2017 (en VOD sur Netflix)

## Distribution
- Zoey Deutch (VF : Florie Auclerc ; VQ : Kim Jalabert) : Samantha « Sam » Kingston
- Halston Sage (VF : Alexia Papineschi ; VQ : Catherine Brunet) : Lindsay Edgecomb
- Logan Miller (VF : Gabriel Bismuth-Bienaimé ; VQ : Xavier Dolan) : Kent McFuller
- Cynthy Wu (en) (VF : Leslie Lipkins ; VQ : Eloisa Cervantes) : Ally Harris
- Medalion Rahimi (VF : Chloé Renaud ; VQ : Sarah-Jeanne Labrosse) : Elody
- Kian Lawley (VF : Julien Crampon) : Rob Cokran
- Elena Kampouris (VQ : Mylène Mackay) : Juliet Sykes
- Erica Tremblay (en) (VQ : Marie Guérin) : Izzy Kingston
- Liv Hewson (VF : Aurélie Konaté) : Anna Cartullo
- Diego Boneta (VF : François Santucci ; VQ : Renaud Paradis) : M. Daimler
- Jennifer Beals (VF : Danièle Douet) : Julie Kingston
- Nicholas Lea : Dan Kingston
- Roan Curtis : Marion Sykes / Angel Cupid
- Claire Corlett (en) : Devil Cupid
- Keith Powers : Patrick

version française réalisée par la société de doublage Titra Film, sous la direction artistique d'Anneliese Fromont, avec une adaptation des dialogues par Blandine Gaydon.
 Source et légende : version française (VF) sur RS Doublage
version québécoise réalisée par la société de doublage Cinélume, sous la direction artistique de Maël Davan-Soulas, avec une adaptation des dialogues par Aurélie Laroche
 Source et légende : version québécoise (VQ) sur Doublage.qc.ca

## Production
En juillet 2010, Fox 2000 Pictures obtient les droits d'adaptation du roman Le Dernier Jour de ma vie de Lauren Oliver. Le scénario est confié à Maria Maggenti, la réalisation à Ry Russo-Young et Jonathan Shestack produira le film via sa société Jon Shestack Productions. Une fois le scénario terminé, le studio ne lance pas le projet et le script est remis en vente via The Black List.
Début 2015, la société de production Awesomeness Films relance le projet avec l'équipe originale. Zoey Deutch rejoint la distribution pour interpréter le rôle principal en septembre 2015.
Le tournage du film commence le 16 novembre 2015 à Squamish en Colombie-Britannique au Canada. Le tournage s'est déroulé dans la ville, notamment à la Quest University. Certaines scènes ont aussi été tournées à Vancouver. Le tournage s'est terminé le 19 décembre 2015.
En mai 2016, Open Road Films annonce avoir acquis les droits de distribution américain du film et l'annonce pour avril 2017 avant d'avancer la sortie au mois de mars 2017.

## Accueil

### Box-office
Lors de son week-end de lancement, le film était face au film The Shack ainsi qu'au très attendu Logan. Réalisé avec un petit budget de 5 millions de dollars, le studio avait estimé récolter 4 millions de dollars pour le premier week-end. Le film engrange 4,9 millions de dollars pour son lancement.
A ce jour, le film a récolté un peu plus de 14 millions de dollars aux États-Unis.

### Critiques
Le film a reçu des critiques positives, recueillant 66 % de critiques positives, avec une note moyenne de 5,8/10 sur la base de 95 critiques collectées sur le site agrégateur de critiques Rotten Tomatoes. Sur Metacritic, il a reçu des critiques mitigées et obtient un score de 58/100 sur la base de 31 critiques collectées.

## Distinctions
| Année | Prix                                 | Catégorie                                 | Nomination                | Résultat   |
| ----- | ------------------------------------ | ----------------------------------------- | ------------------------- | ---------- |
| 2017  | 19e cérémonie des Teen Choice Awards | Meilleur film dramatique                  | Le dernier jour de ma vie | Nomination |
| 2017  | 19e cérémonie des Teen Choice Awards | Meilleur acteur dans un film dramatique   | Kian Lawley               | Lauréat    |
| 2017  | 19e cérémonie des Teen Choice Awards | Meilleure actrice dans un film dramatique | Zoey Deutch               | Nomination |